# Болшая Синя
Болшая Синя (на руски: Большая Сыня) е река в Република Коми на Русия, ляв приток на Уса (десен приток на Печора). Дължина 249 km. Площ на водосборния басейн 4040 km².
Река Болшая Синя се образува на 213 m н.в. от сливането на реките Лутвожсиня (лява съставяща) и Войвожсиня (дясна съставяща), водещи началото си от западните склонове на Приполярен Урал. По цялото си протежение има генерално направление север-северозапад. В горното си течение е типична планинска река с тясна и дълбока долина с високи и скалисти брегове и бързо течение (2,2 m/s) с множество прагове. В средното и долното си течение е типична равнинна река, течаща през гористи и блатисти райони, като силно меандрира, дели се на ръкави и образува острови. Влива се отляво в река Уса (десен приток на Печора), при нейния 55 km, на 30 m н.в., на 3 km югозападно от село Синянирд. Основни притоци: десни – Яню (56 km), Малая Синя (97 km). Има смесено подхранване – дъждовно и снежно, с ясно изразено пълноводие през май и юни. Заледява се в края на октомври или началото на ноември, а се размразява през май. По течението ѝ има само едно постоянно населено място – село Синя, разположено на жп линията Котлас – Воркута, с отклонение за град Усинск.